# Arnoglossus bassensis
Arnoglossus bassensis är en fiskart som beskrevs av Norman 1926. Arnoglossus bassensis ingår i släktet Arnoglossus och familjen tungevarsfiskar. Inga underarter finns listade i Catalogue of Life.